# Río Berenguela
Río Berenguela är ett vattendrag i Bolivia.   Det ligger i departementet La Paz, i den västra delen av landet, 500 km väster om huvudstaden Sucre.
Omgivningen kring Río Berenguela är i huvudsak ett öppet busklandskap. Området är mycket glesbefolkat, med 4 invånare per kvadratkilometer.